# Jerramungup
Jerramungup is een plaats aan de rivier de Gairdner in de regio Great Southern in West-Australië.
Het is het administratieve en dienstencentrum van het lokale bestuursgebied (LGA) Shire of Jerramungup, een landbouwdistrict.

## Geschiedenis
In 1847 verkende landmeter-generaal John Septimus Roe de streek. Hij noteerde dat de Aborigines de streek 'Jeer-A-Mung-Up' noemden. Datzelfde jaar bereidde John Hassell uit Kendenup zijn eigendom met ongeveer 80 km² nabij het huidige Jerramungup uit. De streek werd gedurende de rest van de 19e en tot ver in de 20e eeuw doorkruist door sandelhoutsnijders en herders met hun schapenkudden. Dit leidde af en toe tot conflicten met de inheemse bevolking.
Na de Tweede Wereldoorlog werd de streek onderdeel van de Soldier Settlement Schemes. De familie Hassell verkocht zijn eigendom 'Jarramongup' aan de 'Land Settlement Board' in 1950. In 1956 opende een school in een schapenscheerdersschuur. In 1957 werd Jerramungup officieel gesticht. De naam zou "plaats van de Eucalyptus cornuta" betekenen. Tegen 1958 was rondom het dorp ongeveer duizend vierkante kilometer land opgedeeld tot 141 boerderijen. In april dat jaar opende de gemeenschapszaal van Jerramungup, ook wel de 'Root Pickers Hall' genoemd. Een nieuw schoolgebouw werd eveneens in 1958 in gebruik genomen.
In 1969 haalde Jerramungup het internationale nieuws doordat zeven inwoners weigerden bij te dragen voor de bouw van een oecumenische kerk, de 'All Saints Church'. Hun grieven bereikten zelfs de koningin en de Verenigde Naties maar ze vingen bot en een anonieme donor betaalde uiteindelijk hun bijdrage.
In 1982 werd begonnen met de bouw van de kantoren voor het districtsbestuur.

## 21e eeuw
Jerramungup telde 353 inwoners in 2021 tegenover 367 in 2006. Het is een verzamel- en ophaalpunt voor de oogst van de in de streek bij de Co-operative Bulk Handling Group aangesloten graanproducenten.
Het dorp heeft een basisschool, districtsschool, openluchtzwembad, bibliotheek, politiekantoor, 'Community Resource Centre' en een medisch centrum.
Voor de bouw in het Londense Hyde Park van het in 2003 onthulde Australische oorlogsmonument werd 'Laguna Verde'-monzoniet uit een steengroeve twintig kilometer ten zuiden van Jerramungup gebruikt.

## Toerisme
In het 'Jerramungup Tourist Centre' is informatie beschikbaar over onder meer:
- de 'Jerramungup Heritage Trail', een wandelroute langs het lokale erfgoed;
- het nationaal park Fitzgerald River en
- 'Miles Rock', een voormalige ontmoetingsplaats van de Aborigines.

## Transport
Jerramugup ligt langs de South Coast Highway, 442 kilometer ten zuidoosten van de West-Australische hoofdstad Perth, 180 kilometer ten noordoosten van Albany en 303 kilometer ten westen van Esperance. De Transwa-busdiensten GE1 en GE4 doen het dorp enkele keren per week aan.

## Klimaat
De streek kent een koud steppeklimaat, BSk volgens de klimaatclassificatie van Köppen.
De gemiddelde jaarlijkse temperatuur bedraagt er 15,4 °C en de gemiddelde jaarlijkse neerslag ongeveer 414 mm.

## Galerij

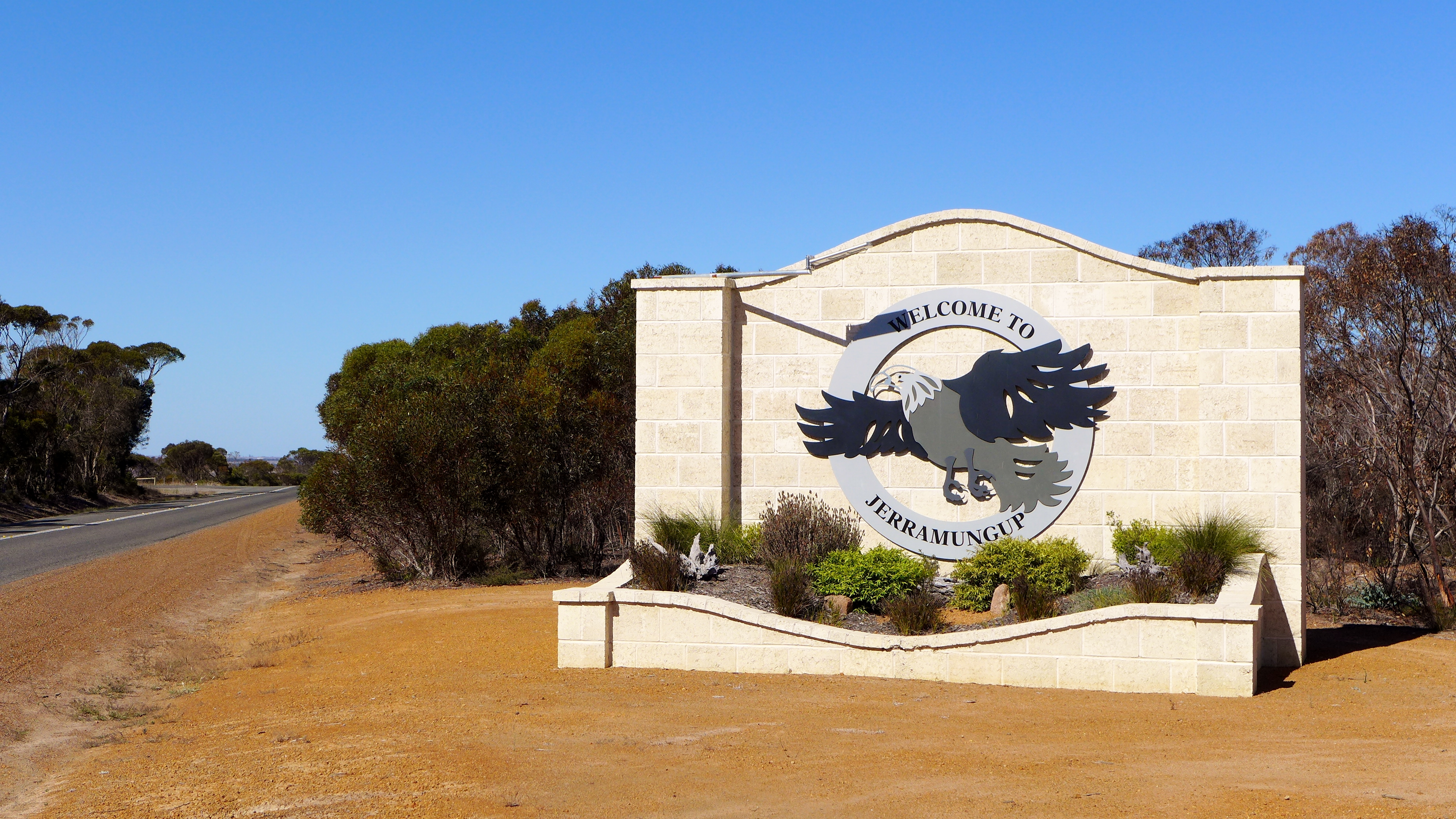
welkomstboodschap
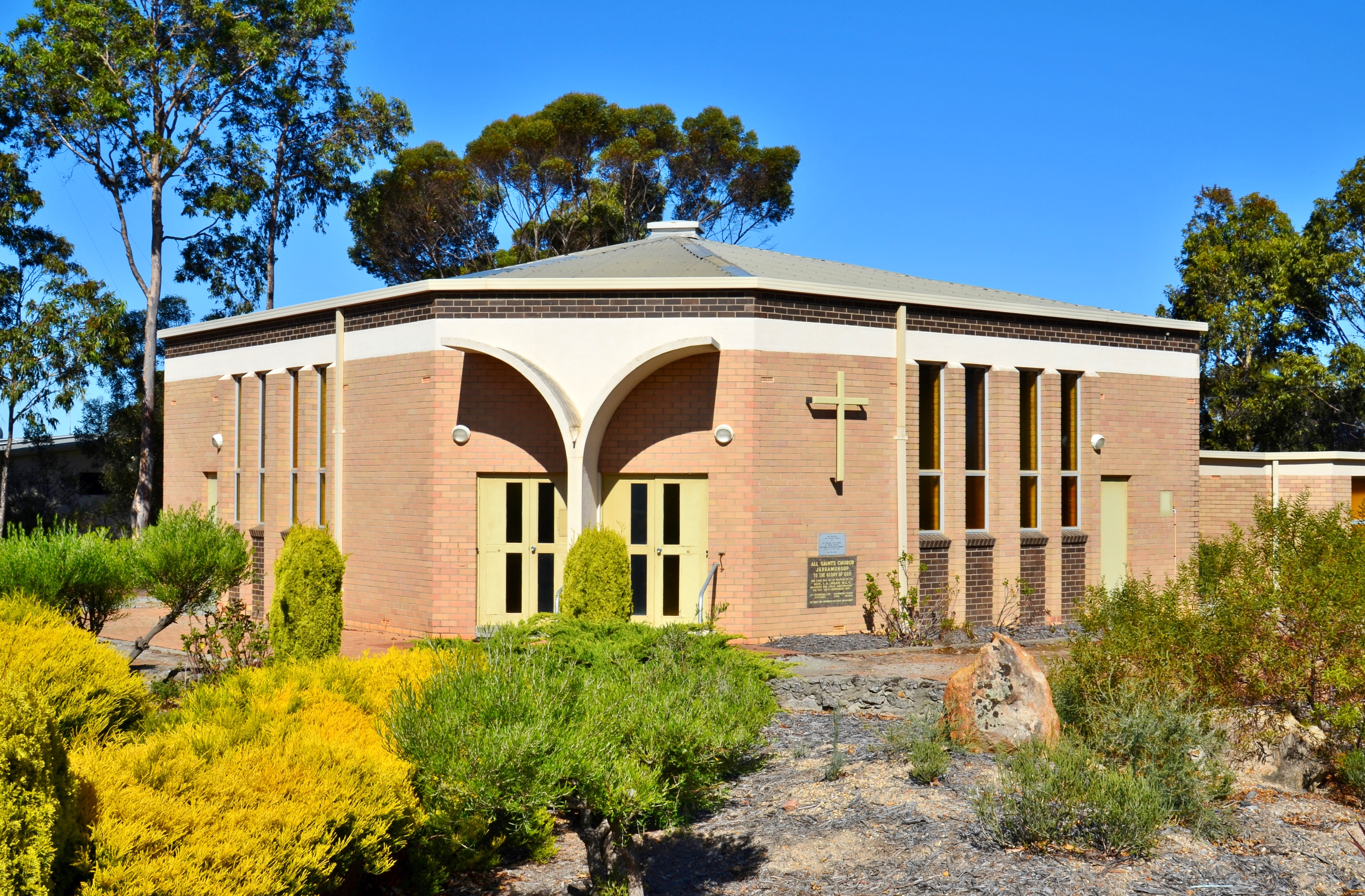
'All Saints Church'
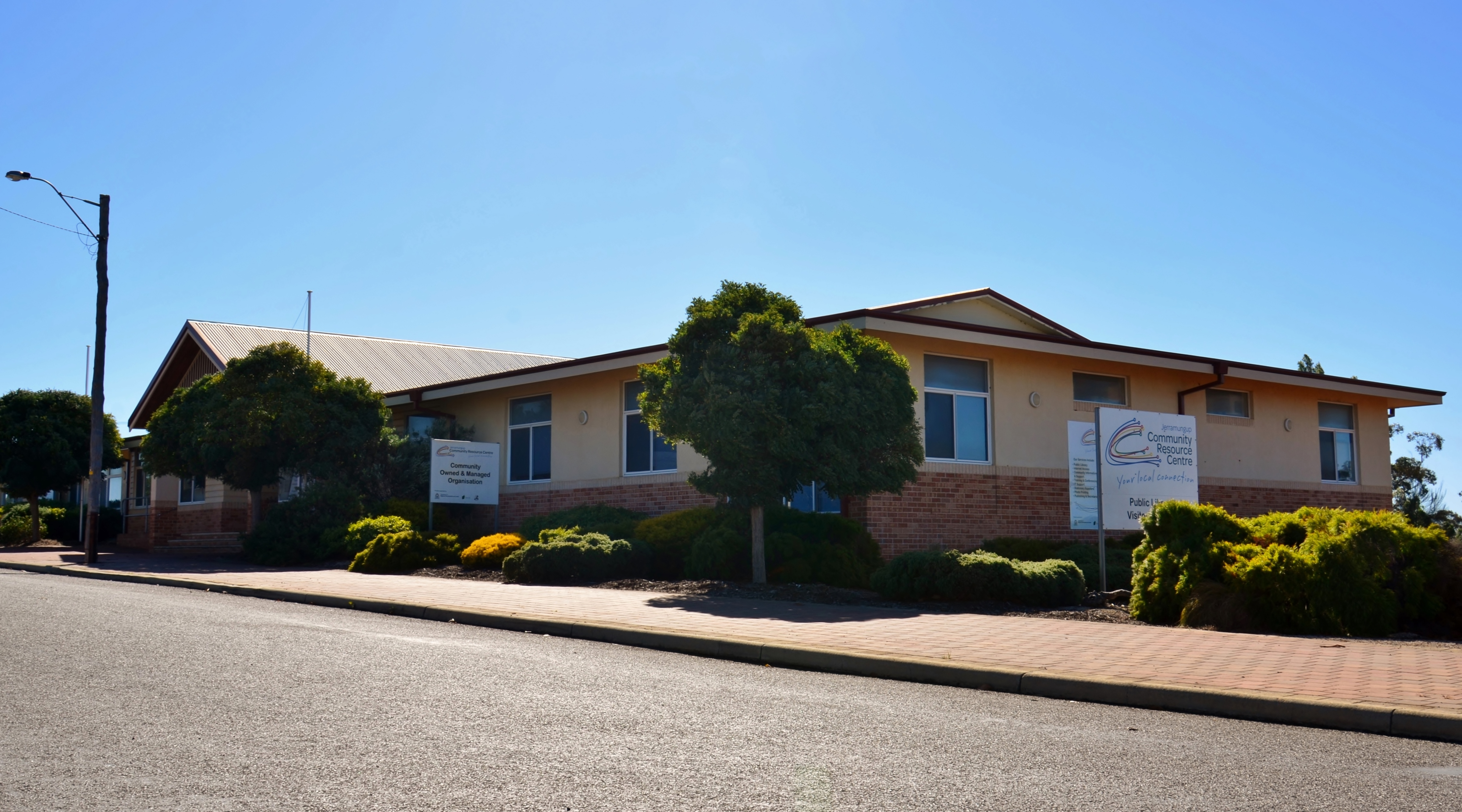
'Community Resource Centre'
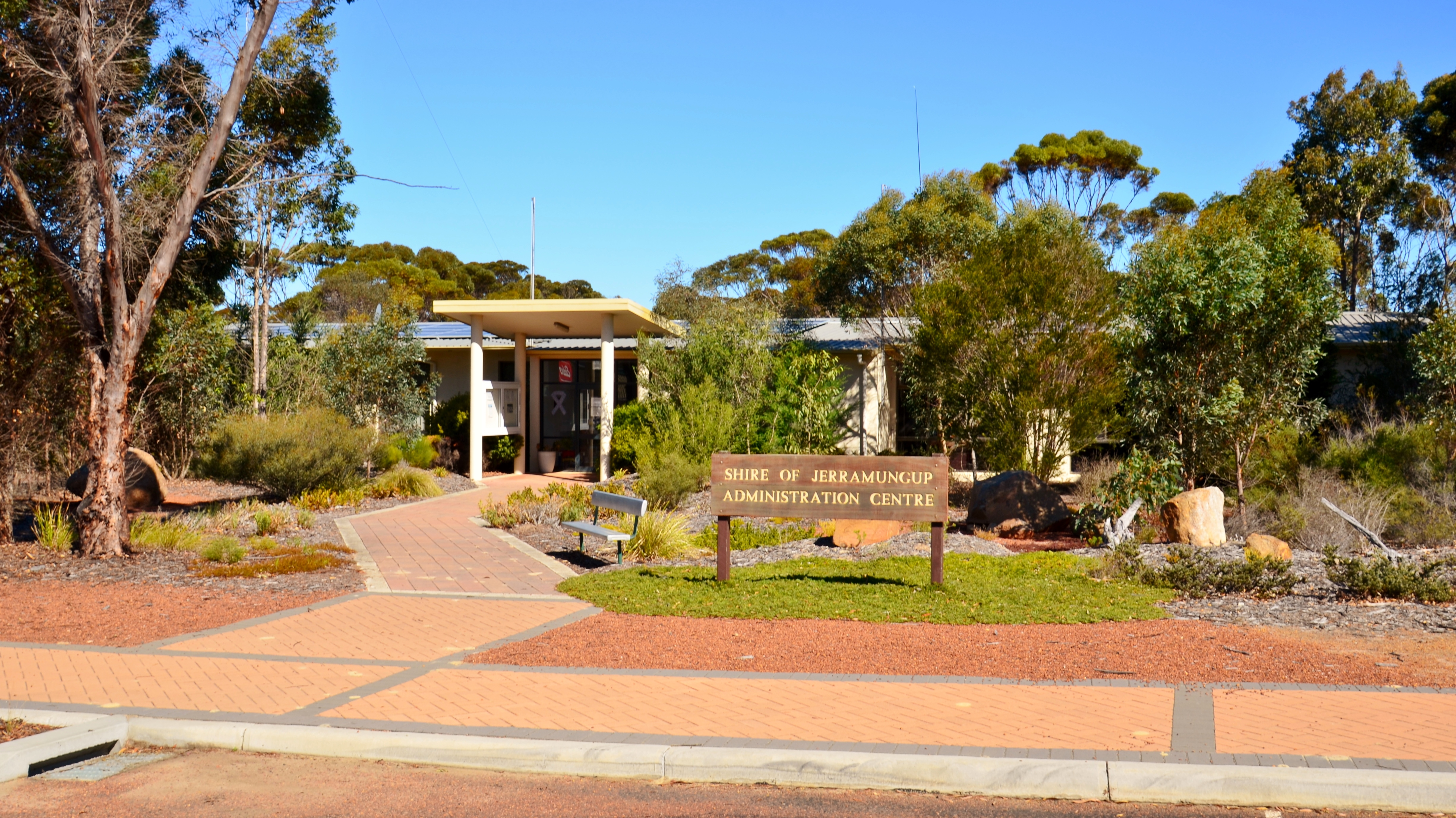
Kantoren Shire of Jerramungup
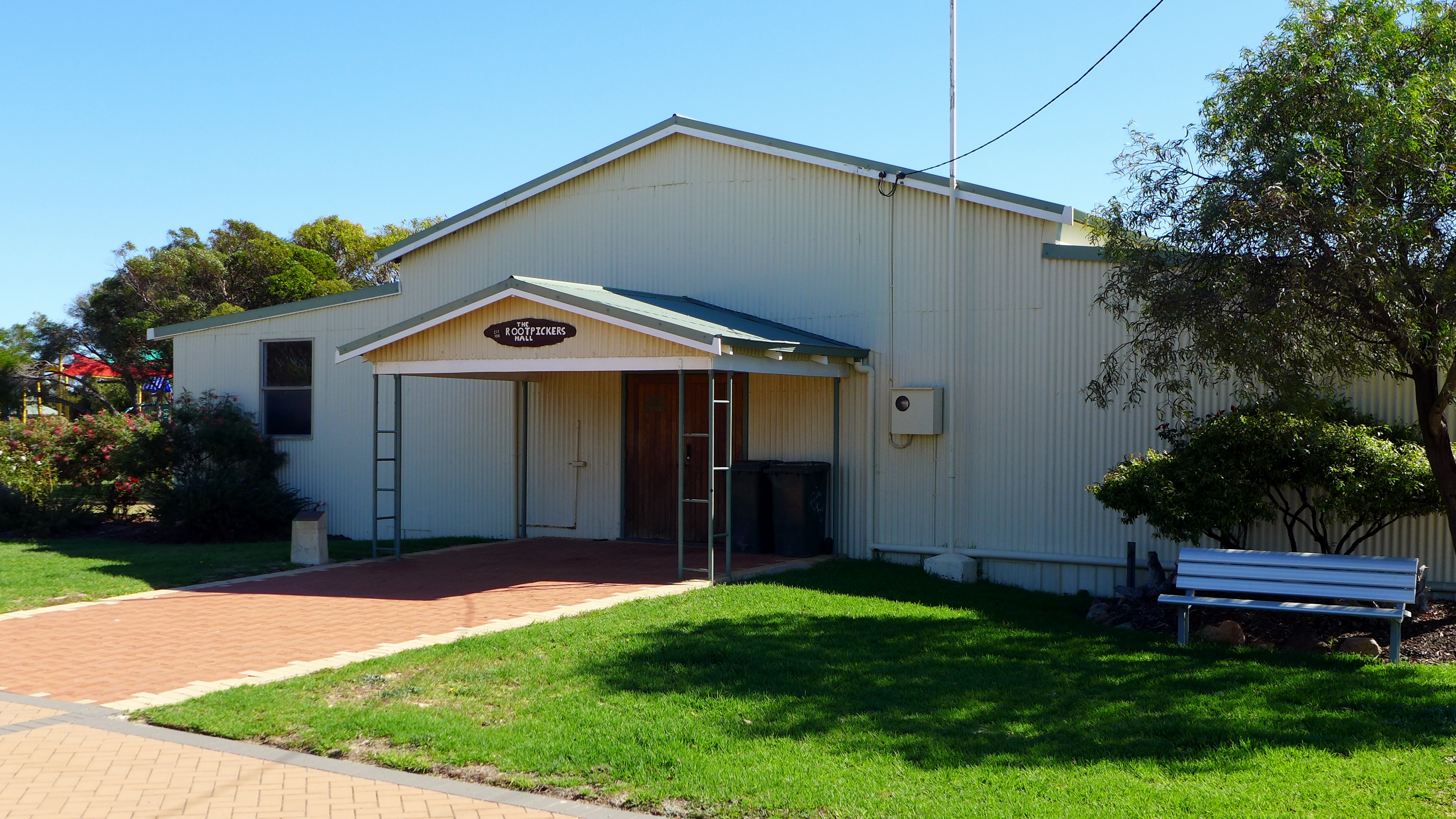
'Rootpickers Hall'
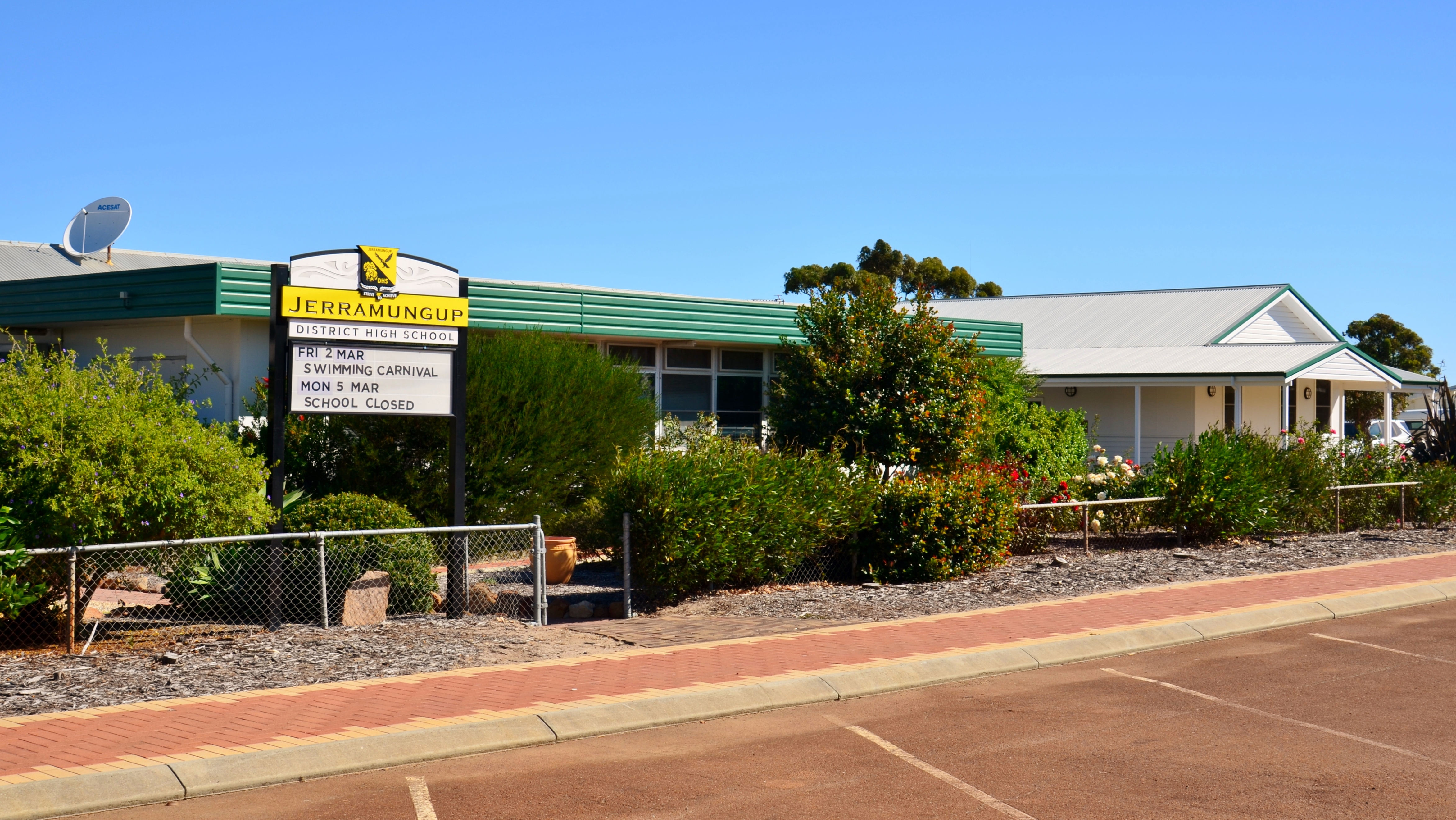
districtsschool
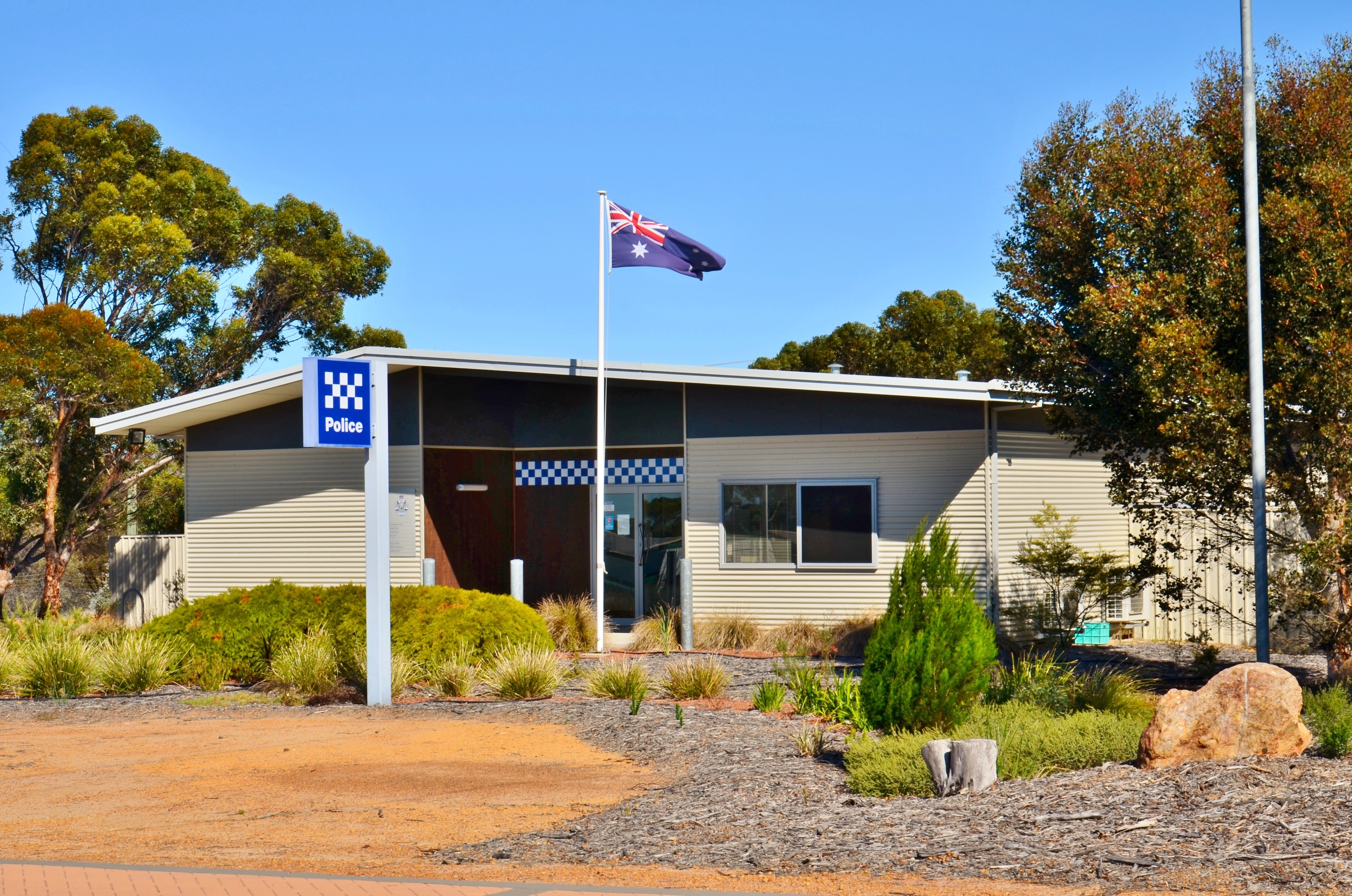
politiekantoor

Albany · Amelup · Badgebup · Borden · Bornholm · Boscabel · Bow Bridge · Boxwood Hill · Bremer Bay · Broomehill · Cartmeticup · Chinocup · Cranbrook · Denmark · Elleker · Frankland River · Gairdner · Gnowangerup · Jerramungup · Jingalup · Kalgan · Katanning · Kendenup · King River · Kojonup · Kwobrup · Little Grove · Lower King · Manypeaks · Mount Barker · Muradup · Narrikup · Needilup · Nornalup · Nyabing · Ocean Beach · Ongerup · Pingrup · Porongurup · Redmond · Tambellup · Tenterden · Torbay · Tunney · Wellstead · Woodanilling